# الاقتصاد الثنائي
الاقتصاد الثنائي، المعروف أيضًا باسم الاقتصاد ثنائي العوامل، هو نظرية اقتصادية تدعم الملكية الخاصة والسوق الحرة، لكنها تقترح إصلاحات مهمة في النظام المصرفي.
وفقًا للنظريات التي كان لويس كيلسو أول من اقترحها، فإن الاستخدام واسع النطاق للقروض بدون فوائد التي يصدرها البنك المركزي لتمويل الشركات المملوكة من الموظفين يمكن أن يدفع النمو الاقتصادي مع توسيع نطاق ملكية الأسهم بطريقة يعتقد الاقتصاديون الثنائيون أنها غير تضخمية.
يُشتق مصطلح «ثنائي» من معاملته الابتداعية للعمل ورأس المال (ولكن ليس بمعنى المعارضة الثنائية). ادّعى كيلسو أنّ الأجور في السوق الحرّة تميل حقًا إلى الانخفاض مع مرور الوقت، وتنخفض معها كل فوائد التّقدم التكنولوجي الذي يؤول إلى مالكي رأس المال.

## نظرة عامة
يرفض الاقتصاد الثنائي الادعاء القائل بأنّ الاقتصاد الكلاسيكي الحديث هو وحده من يشجع «السوق الحرة» الحرة والعادلة والفعّالة. يعتقد الاقتصاديون الثنائيون أنّ الحرية لا تتحقق إلا إذا تمكّن جميع الأفراد من الحصول على قاعدةٍ اقتصاديةٍ مستقلةٍ من حيازات رأس المال، وأنّ توزيع حقوق الملكيّة يمكن أن «يعمّق الديمقراطية».
يجادل الاقتصاد الثنائي بأنّ المدّخرات المالية قبل الاستثمار ليست مطلوبة لأنّ العرض النّقدي الحالي غالبًا ما يكون دَينًا على أيّ حال. كما تجادل بأنّ الأموال المسكوكة حديثًا نيابة عن أولئك الذين لا يستطيعون الوصول إلى المدّخرات النقدية أو الضمانات الحالية يمكن تسديدها بشكل مناسب من خلال عائدات تلك الاستثمارات، والتي لن تكون تضخميّة بالضرورة إذا كان الاقتصاد يعمل بأقل من قدرته. تؤكد النظرية أنّ ما يهم هو ما إذا كانت الأموال التي خُلقت حديثًا لا فوائد عليها، وما إذا كانت قابلة للسداد، وما إذا كان هناك ضمان إضافي وما إذا كانت تُدفع نحو تطوير ونشر أشكالٍ مختلفةٍ من القدرة الإنتاجية (وما يرتبط بها من استهلاك).
التباين الآخر هو أنّه في الاقتصاد المستنِد إلى أدلة، دائمًا ما تكون الفائدة ضرورية عمليًا، بينما هي غير ضرورية أبدًا في نظرية الاقتصاد الثنائي. يحتسِب الاقتصاد التقليدي القيمة الزمنية المرصودة للنقود، في حين أنّ الاقتصاد الثنائي لا يقوم بذلك.

## خلفيته
اقترح المحامي الأمريكي لويس كيلسو والفيلسوف مورتيمر أدلر النظرية الكامنة وراء الاقتصاد الثنائي في كتابهما «الإعلان الرأسمالي» (1958). يمكن اعتبار عنوان الكتاب مرجعًا للحرب الباردة في معارضته للشيوعيّة.
شرح كيلسو وأدلر مقترحاتهما في كتاب «الرأسماليين الجدد» عام 1961، ثم عمل كيلسو مع عالمة السياسة باتريشيا هيتر كيلسو لتوضيح كيف توفّر أدوات رأس المال نسبًا متزايدة من الثروة ولماذا تتركز ملكية رأس المال بشكل ضيق في الاقتصاد الصّناعي الحديث. توقّع تحليلهم أنّ ملكية رأس المال الموزَّعة على نطاق واسع ستخلق اقتصادًا أكثر توازناً، كما اقترحا حيازاتٍ  جديدة لأسهم «ثنائية» من شأنها أن تدرّ عوائد صافيةً كاملةً كأرباح (مع استثناء مصاريف الأبحاث والصيانة والإهلاك). يمكن  لأولئك الذين لا يمتلكون مدّخرات أن يحصلوا على هذه القروض، مع ضماناتٍ مدعومةٍ من الحكومة لحماية المساهم في حالة الخسارة.
لم تحظَ كتابات كيلسو بقبولٍ جيدٍ من قبل الاقتصاديين الأكاديميين. قال ميلتون فريدمان عن الإعلان الرأسمالي «إنّ اقتصاديات الكتاب كانت سيئة ... وتفسير التاريخ كان مثيرًا للسخرية، والسياسة الموصى بها خطيرة»، وتتذكر نقاشًا حتى مدير الجلسة كلارك كير فقد أعصابه كمشرف فيه وهاجم حجج كيلسو بقوة». صرّح بول صامويلسون، الحائز على جائزة نوبل التذكاريّة في العلوم الاقتصادية، أمام الكونغرس الأمريكي قائلًا إنّ نظريات كيلسو كانت «بدعةً غريبة الأطوار» لم يقبلها الاقتصاديون، لكن أفكار كيلسو بشأن تعزيز ملكيّة رأس المال على نطاق واسع أثّرت بشكل كبير على إقرار التشريعات التي تعزّز ملكيّة الموظفين.

## البرنامج والأهداف
يهدف الاقتصاد الثنائي إلى ضمان حصول جميع الأفراد على دخل من رؤوس أموالهم المستقلّة، عبر الحصول على قروض مُعفاة من الفوائد وصادرة عن المصرف المركزي لتعزيز انتشار الشركات المملوكة للموظفين. تهدف هذه القروض إلى: خفض تكاليف تحسين البُنية التحتيّة إلى النصف وتقليل تكاليف بدء الأعمال التجاريّة وتوسيع ملكيّة الأسهم.
لا يتماشى الاقتصاد الثنائي مع الاتجاه السائد ولا يتناسب بسهولة مع الطّيف السياسي يمين-يسار، وقد وُصف تارةً على أنّه فكرٌ يمينيٌّ متطرف وطورًا فكرٌ يساريٌّ متطرف من منتقديه. «الثنائية» هنا تعني أن الاقتصاد يتكون من عاملين فقط يكونان كافيَين لتكوين عوامل الإنتاج وهما اليد العاملة ورأس المال (بما في ذلك الأراضي أو رؤوس الأموال غير المنقولة، وهي أي الثنائية، تعترف بطريقتين فقط للكسب الحقيقي، إما من خلال العمل أو من خلال ملكية رأس المال الإنتاجي.
يعتمد الاقتصاد الثنائي جزئيًا على الاعتقاد بأنّ على المجتمع واجب مطلق لضمان حصول جميع البشر على صحةٍ جيدةٍ وسكنٍ وتعليمٍ ودخلٍ مستقل، إضافة إلى مسؤولية الحفاظ على البيئة من أجل مصلحتهم. القروض الخالية تمامًا من الفوائد والتي تقترحها الاقتصاديات الثنائية تتوافق بشكل كامل مع معارضة الأديان الإبراهيميّة للرّبا.
يدَّعي مؤيدو الاقتصاد الثنائي أنْ لا مصادرة للثروات في نظامهم وأنّ إعادة التوزيع إن تمّت فستكون على نطاقٍ ضيقٍ للغاية. كما يجادلون أنّ النّظام هذا لا يمكن أن يسبّب التّضخم وهو مفيد بشكل خاص في معالجة ضعف ومعاناة البلدان النامية. يؤكد المدافعون عن الاقتصاد الثنائي أنّ تنفيذ نظامهم سيُقلّل من الدَّين الوطني ويشجّع الوَحدة الوطنيّة، وهم يعتقدون أنّ بإمكانه أنْ يخلق اقتصادًا مستقرًا.

## المردوديّة والإنتاجية
تختلف المردوديّة الثنائية بشكلٍ واضح عن المفهوم الاقتصادي التقليدي للإنتاجية. تحاول المردوديّة الثنائية تحديد نسبة الإنتاج التي يساهم بها إجمالي مدخلات العمل وإجمالي مدخلات رأس المال، فتزيد إضافة مدخلات رأس المال إلى عملية الإنتاج من إنتاجية العمل، لكن وبحسب النظرية الاقتصادية الثنائية فإنها تقلّل من مردوديّة العمل. على سبيل المثال، إذا كان اختراع المجرفة يسمح للعامل بحفر حفرة في ربع الوقت الذي سيستغرقه دون استخدامها، فسوف يعتبر الاقتصاديون الثنائيون أنّ 75%من «المردوديّة» تأتي من المجرفة و 25% فقط من العامل.
انتقد روث مثال المجرفة على أساس أنّ المجرفة ليست عامل إنتاج مستقل عن رأس المال البشري لأن شخصًا ما اخترعها ولا يمكن للمجرفة التصرف بشكلٍ مستقلٍ من دون العامل.

## استخدام القروض المدعومة والصادرة عن المصرف المركزي
يقترح علم الاقتصاد الثنائي أن تُدار القروض المصرفيّة بدون الفوائد التي يُصدرها البنك المركزيّ بواسطة النظام المصرفي لتنمية ونشر الطاقة الإنتاجية (وما يرتبط بها من استهلاك). في حين أنّه لن تُفرض أيّ فائدةٍ، ستكون هناك تكلفةٌ إداريةٌ إضافةً إلى تقديم ضماناتٍ أو تأميناتٍ ائتمانيّةٍ على رأس المال.

## الاستثمارات المؤهلة للحصول على قروض بدون فوائد
تشير الاقتصاديات الثنائية إلى أنّ ملكية القدرة الإنتاجية (وما يرتبط بها من طاقةٍ استهلاكية)، لا سيما القدرة الجديدة، يمكن أن تنتشر عن طريق استخدام القروض المُعفاة من الفائدة التي يصدرها المصرف المركزي. يجب السماح بقروضٍ بدون فوائد لاستثمار رأس المال الخاص إذا كان هذا الاستثمار يخلق أصحاب رأس مالٍ جدد وإذا كان جزءًا من السياسة الوطنية لتمكين جميع الأفراد ليصبحوا أصحاب رأس مالٍ منتجٍ مدرٍّ للدخل. باستخدام قروض مُعفاة من الفائدة يصدرها البنك المركزي، ستحصل شركة كبيرة على أموالٍ رخيصةٍ طالما أنها تؤدي لنشوء مساهمين جدد.